# Lusio Quieto
Lusio Quieto (en latín: Lusius Quietus) fue un general romano y gobernador de Judea en el año 117. Fue uno de los cuatro generales ordenados ejecutar por Adriano al comienzo de su reinado.

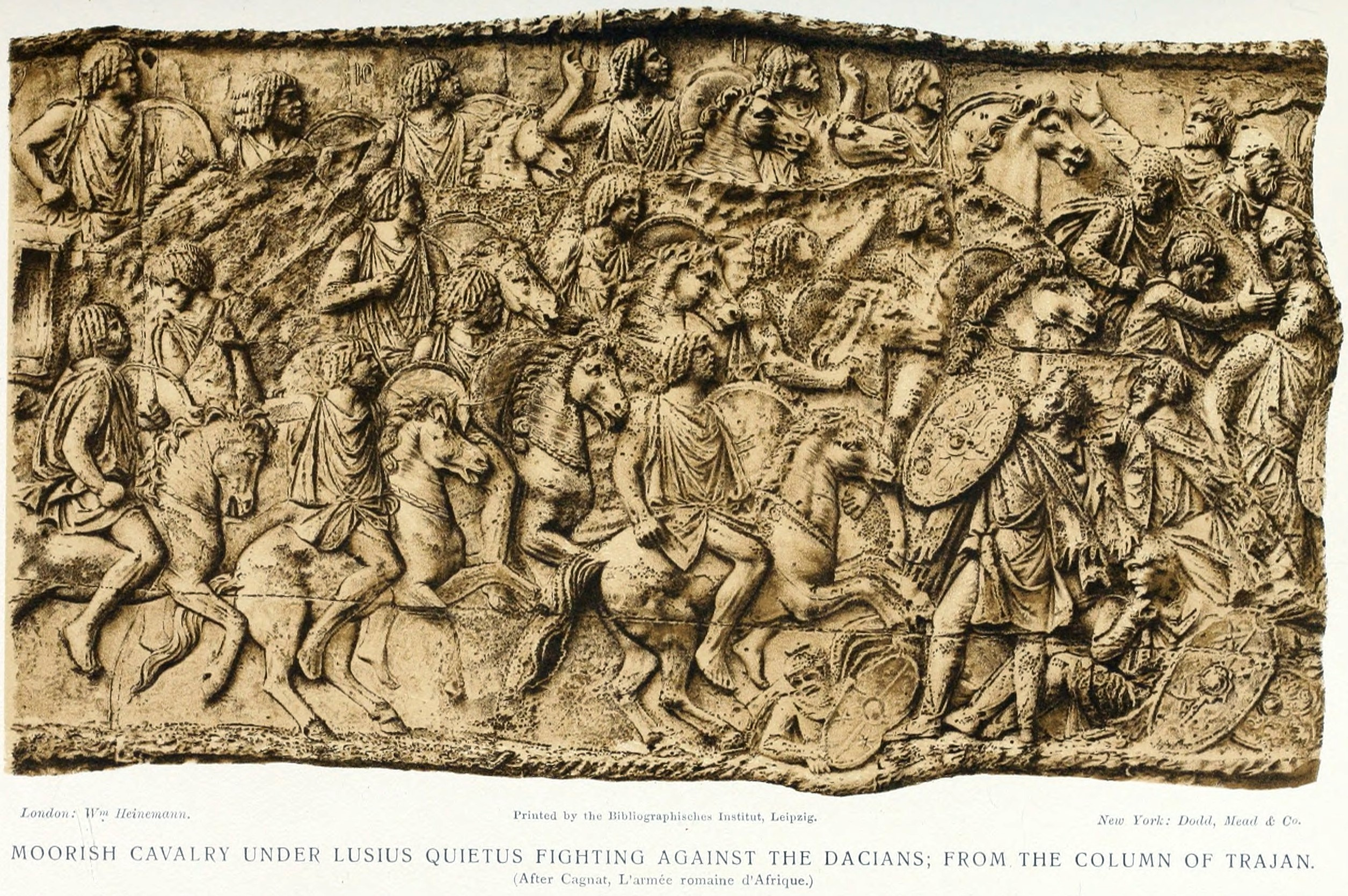
Reproducción de los relieves de la Columna de Trajano en el que aparece la caballería de los mauri de Lusio Quieto en acción durante la segunda guerra dacia

## Biografía
Originalmente un príncipe bereber, Lusio Quieto era el hijo de un señor tribal del Marruecos no conquistado. El padre de Lusio y sus guerreros habían apoyado a las legiones romanas en su intento de someter la Mauritania Tingitana (Marruecos septentrional) durante la revuelta de Edemón en 46. Este útil aliado, en una frontera notoriamente difícil, fue honrado con el regalo de la ciudadanía romana. 
Su hijo Lusio Quieto sirvió como oficial auxiliar en la caballería romana, reclutando tropas de tribus libres de Marruecos. El emperador Domiciano le recompensó con el rango ecuestre, aunque más tarde lo despidió por insubordinación y probablemente regresó a su patria. Ya bajo Trajano Lusio fue llamado de nuevo y sirvió como comandante de caballería durante las duras guerras dacias; sus jinetes bereberes de cabeza descubierta pueden verse en la Columna Trajana en Roma. Durante la campaña pártica de Trajano en 115-116 d. C. Quieto saqueó Nisibis y Edessa, y sofocó la rebelión de Babilonia, por lo que fue recompensado por Trajano con el cargo de gobernador de Judea.
Según Heinrich Graetz, solamente la rápida acción de Adriano, apoyado por la viuda de Trajano, impidió a Lusio ser aclamado como emperador a la muerte de Trajano. Adriano hizo que la infantería bajo el mando de Lusio fuera discretamente desarmada, pero la caballería norteafricana con orgullo rechazó rendir sus armas y abandonar a su heroico comandante. Tuvieron que ser asesinados uno a uno antes de que Adriano estuviera en posición de ordenar la ejecución de su rival. Lusio fue claramente un general excepcional, y aunque parece improbable que hubiera sido mejor gobernante que Adriano, la buena preparación de las élites romanas resulta suficientemente clara.

## Guerra de Kitos
Durante la campaña parta del emperador, los numerosos habitantes judíos de Babilonia se rebelaron y fueron despiadadamente reprimidos por Quieto, quien fue recompensado siendo nombrado gobernador de Judea, también alterada por revueltas. Como consecuencia de esta guerra, los rabinos prohibieron las guirnaldas de las novias en su boda y el estudio de la literatura griega, esta última prohibición probablemente pretendía causar una ruptura con los judíos de la diáspora en Chipre, Cirenaica y Egipto, con quienes había empezado realmente la rebelión. Los confusos relatos talmúdicos insinúan que tuvo lugar una cruel persecución bajo Quieto que expuso a las vírgenes judías al deshonor, mientras que el «hegemon» con quien R. Gamaliel entró en relaciones oficiales sería el propio gobernador de Judea.
La tradición talmúdica dice que el general romano que causó a los judíos tanta miseria en esta época fue repentinamente ejecutado. Las fuentes, de hecho, parecen indicar que este general era Quinto Marcio Turbón, pero no se puede descartar que fuera Quieto, y la tradición contiene un eco del hecho de que Lusio Quieto fue llamado por Adriano y ejecutado poco después como un posible rival. Una inscripción encontrada en Palestina parece haber contenido originalmente el nombre de Quieto, que fue quizás más tarde borrado por orden de Adriano.

## Conexión africana
En algunos estudios, y sobre todo en la literatura afrocéntrica, Lusio Quieto ha sido descrito como un «romano negro». El primero en sugerir esta interpretación, a mediados del siglo XX, fue W. de Boer, que se basa en un pasaje de Dión Casio, quien designa a Lusio Quieto como moro (μαῦρος) palabra que puede significar tanto originario de Mauritania, como de piel negra (μέλας), si bien esta última acepción sólo está atestiguada desde los tiempos bizantinos. También una referencia de la Physiognomica de Polemón de Laodicea, que solamente subsiste en un manuscrito árabe, citado por den Boer, parece indicar que Quieto era nativo de Cyeneum, localidad etíope citada en el Periplo del Mar Eritreo, aunque esta identificación ha sido puesta en duda por Roos. En el contexto de la época de Quieto, la percepción del color de piel y la "raza" se veían de una manera diferente a la vigente en siglos posteriores; parece indudable que Quieto era un moro, pero de ningún modo poseía características fenotípicas de tipo subsahariano.